# Zunanja naprava
Zunanja naprava ali periferna naprava je naprava, ki služi v interakciji med človekom in računalnikom ali med računalniki za vnašanje podatkov v računalnik oz. pridobivanje podatkov iz njega. Take naprave imajo lastno ohišje (ločeno od računalnika), na računalnik pa so na nek način priključene in tvorijo z njim funkcionalno celoto ter ne delujejo samostojno.
V osnovi ločimo vhodne naprave, ki so namenjene vnašanju podatkov in izhodne naprave za pridobivanje podatkov. V prvi kategoriji sta med drugim tipkovnica in miška, tipična zgleda izhodne naprave pa sta monitor in tiskalnik. Vhodno-izhodne naprave združujejo obe funkciji, taki napravi sta na primer zunanji modem, ki pošilja podatke drugim računalnikom in jih sprejema od njih, in zaslon na dotik, ki združuje funkciji monitorja in kazalne naprave za vnašanje podatkov ter ukazov prek grafičnega vmesnika.
Priključitev je običajno izvedena s kablom, priključenim v ustrezno vodilo računalnika ali prek brezžične povezave (Wi-Fi, Bluetooth, ...). V sodobnih računalniških sistemih za široko potrošnjo je kot standard za povezavo s kablom uveljavljeno univerzalno serijsko vodilo (USB), razen za videonaprave, kjer obstaja več tipov povezav (VGA, DVI, HDMI, DisplayPort). Električno energijo za delovanje dobijo bodisi prek povezave z računalnikom, bodisi neposredno iz električnega omrežja z lastnim električnim priključkom.

## Zgledi

### Vhodne naprave
- računalniška miška
- sledilna kroglica
- tipkovnica
- mikrofon
- svetlobno pero
- grafična tablica
- igralna palica
- igralni plošček
- optični bralnik
  - čitalnik kod
- volan
- spletna kamera

### Izhodne naprave
- monitor
- tiskalnik
- risalnik
- zvočniki
- slušalke

### Vhodno-izhodne naprave
- tipkovnica z zaslonom
- zaslon na dotik
- optični čitalnik z zaslonom
- volan

Med vhodno-izhodne naprave bi lahko šteli tudi tipkovnico, zaradi lučk, ki označujejo caps lock, num lock ter scroll lock.